# Ogosta Point
Der Ogosta Point (englisch; bulgarisch нос Огоста nos Ogosta; im Vereinigten Königreich Piedras Point, spanisch Punta Piedras) ist eine Landspitze im Süden der Livingston-Insel im Archipel der Südlichen Shetlandinseln. Sie liegt 5,1 km nördlich des Barnard Point, 4,35 km westlich des St. Methodius Peak und südwestlich der Inepta Cove im Zentrum des Zagore Beach am Ostufer der False Bay, zugleich Westküste der Roschen-Halbinsel. Sie markiert die südwestliche Begrenzung der Einfahrt zur Inepta Cove.
Die bulgarische Kommission für Antarktische Geographische Namen benannte sie 2002 nach dem Fluss Ogosta in Bulgarien. Das UK Antarctic Place-Names Committee übertrug 2003 eine 1998 durch spanische Wissenschaftler vorgenommene Benennung ins Englische. Der weitere Hintergrund letzterer Benennung ist nicht überliefert.